# Ray Moore (tennis)
Pour les articles homonymes, voir Ray Moore.
Raymond J. Moore, plus connu sous le nom de Ray Moore, né le 24 août 1946 à Johannesburg, est un ancien joueur de tennis professionnel sud-africain.
Il a notamment atteint les quarts de finale du tournoi de Wimbledon en 1968 et de l'US Open en 1977. Lors du tournoi de Wimbledon, il se distingue en éliminant Andrés Gimeno au troisième tour.
Durant sa carrière, il a joué plus de 300 tournois ATP en simple, sans parvenir a en remporter un seul. Il a atteint deux finales à Stockholm et Düsseldorf en 1977. Il est passé professionnel à la fin de l'année 1968 à l'occasion de la tournée sud-africaine du circuit WCT. Il a gagné quelques tournois chez les amateurs dont un en 1968 à Dallas, ainsi que le tournoi de Berlin en 1969, non recensé par l'ATP.
Il a été membre du conseil d'administration de l'ATP entre 1974 et 1979 et président entre 1983 et 1985. Il a aussi joué sur le circuit des plus de 35 ans et entraîné Danie Visser. Il devient ensuite homme d'affaires, il a travaillé dans plusieurs hôtels à Indian Wells en tant que responsable de la section tennis et est devenu directeur du tournoi situé dans la même ville en 2015. En 2016, il est l'auteur de propos polémiques jugés sexistes qui l'obligent à donner sa démission.
Ray Moore était connu dans les années 1970 pour son look hippie avec ses cheveux longs, moustache fournie et favoris. Il avait aussi un goût pour la provocation, négligeant notamment son apparence vestimentaire et physique.